# 佐伊·艾金斯
佐伊·伯德·艾金斯（英語：Zoe Byrd Akins，1886年10月30日—1958年10月29日）是一位美国剧作家、诗人，1935年凭《老处女》获得普利策戏剧奖。

## 生平
佐伊·伯德·艾金斯出生于密苏里州休曼斯維爾，是家中老二。其父是共和党忠实党员，其母和乔治·华盛顿、达夫·格林有亲戚关系。她曾就读于蒙蒂塞洛神学院（Monticello Seminary），写下她的第一部戏剧，随后又就读霍斯默学堂（Hosmer Hall），与莎拉·蒂斯黛尔同届，1903年毕业。毕业后，她开始在各种杂志和报纸上撰写戏剧、诗歌和评论。
其《Déclassée》（1919）由埃塞爾·巴里摩爾主演，取得了巨大成功。她的几部早期作品也被搬上银幕，但并不卖座。这些电影现在大多数已经亡佚。1930年，她凭借《希腊人有话说》（The Greeks Had a Word for It）再次出名，它多次改编为电影，包括《愿嫁金龟婿》。1935年，她因改编伊迪丝·华顿的《老处女》获得普利策戏剧奖。
1958年，艾金斯72岁生日前夕在睡梦中去世，葬在圣盖博区公墓（San Gabriel District Cemetery）。

## 家庭
1932年，她与英格兰戏剧布景和服饰设计师雨果·朗博尔德（Hugo Rumbold）结婚，但次年丈夫就去世了。